# فياسيزلاف بوسماك
فياسيزلاف بوسماك (بالرومانية: Veaceslav Posmac) (7 نوفمبر 1990 بكيشيناو في مولدوفا - ) هو لاعب كرة قدم مولدوفي في مركز الدفاع. شارك مع منتخب مولدوفا لكرة القدم. أما مع النوادي، فقد لعب مع نادي داسيا كيشيناو وFC Sfîntul Gheorghe ‏.

## وصلات خارجية
- فياسيزلاف بوسماك على موقع الاتحاد الدولي (مؤرشف)  (الإنجليزية)
- فياسيزلاف بوسماك على موقع الاتحاد الأوربي (الإنجليزية)
- فياسيزلاف بوسماك على موقع قاعدة بيانات كرة القدم.إي يو (الإنجليزية)
- فياسيزلاف بوسماك على موقع ناشيونال فوتبول تيمز (الإنجليزية)
- فياسيزلاف بوسماك على موقع Soccerbase.com (لاعب) (الإنجليزية)
- فياسيزلاف بوسماك على موقع Soccerway.com (الإنجليزية)